# جورج ام. چیلکات
جورج ام. چیلکات (به انگلیسی: George M. Chilcott) سناتور سابق عضو حزب جمهوری‌خواه ایالات متحده آمریکا بود. وی در سال ۱۸۸۲ تا ۱۸۸۳ میلادی سناتور ایالت کلرادو در سنای ایالات متحده آمریکا بود.